# Marco Grüll
Marco Grüll (ur. 6 lipca 1998 w Schwarzach im Pongau) – austriacki piłkarz grający na pozycji pomocnika w austriackim klubie Rapid Wiedeń oraz reprezentacji Austrii. Uczestnik Mistrzostw Europy 2024.